# Orthocladius kervillei
Orthocladius kervillei är en tvåvingeart som först beskrevs av Jean-Jacques Kieffer 1900.  Orthocladius kervillei ingår i släktet Orthocladius och familjen fjädermyggor.
Artens utbredningsområde är Frankrike. Inga underarter finns listade i Catalogue of Life.